# 第4回天皇杯全日本サッカー選手権大会
この項目では1924年10月30日および31日に明治神宮外苑競技場において開催されたア式蹴球全國優勝競技會（あしきしゅうきゅうぜんこくゆうしょうきょうぎかい）について記載する。なお、本大会は天皇杯全日本サッカー選手権大会の第4回大会に当たる。

## 概要
- 本大会は第1回明治神宮競技大会を兼ねていた。
- 予選には43チームの申し込みがあった。
- 前年の第6回極東選手権競技大会のサッカー日本代表4人を擁する広島一中鯉城クラブが、初出場初優勝。

## 出場チーム
- 全豊島蹴球団（東部、初出場）
- 名古屋蹴球団（中部、4年連続4回目）
- 全御影師範クラブ（近畿、初出場）
- 広島一中鯉城クラブ（西部、初出場）

## 結果
|  | 準決勝             | 準決勝             |                |  | 決勝 | 決勝 |
|  |                    |                    |                |  |      |      |
|  | 1924年10月30日     |                    |                |  |      |      |
|  | 名古屋蹴球団       | 1                  |                |  |      |      |
|  | 全御影師範クラブ   | 4                  |                |  |      |      |
|  |                    |                    | 1924年10月31日 |  |      |      |
|  | 全御影師範クラブ   | 1                  |                |  |      |      |
|  |                    | 広島一中鯉城クラブ | 4              |  |      |      |
|  | 1924年10月30日     |                    |                |  |      |      |
|  | 広島一中鯉城クラブ | 3                  |                |  |      |      |
|  | 全豊島蹴球団       | 0                  |                |  |      |      |

## 主な出場選手
- 深山静夫（広島一中鯉城クラブ）
- 清水直右衛門（広島一中鯉城クラブ）
- 香川幸（広島一中鯉城クラブ）
- 田部辰（広島一中鯉城クラブ）

## 参考資料
- 第94回天皇杯全日本サッカー選手権大会大会パンフレット (p. 55)